# Min (län)

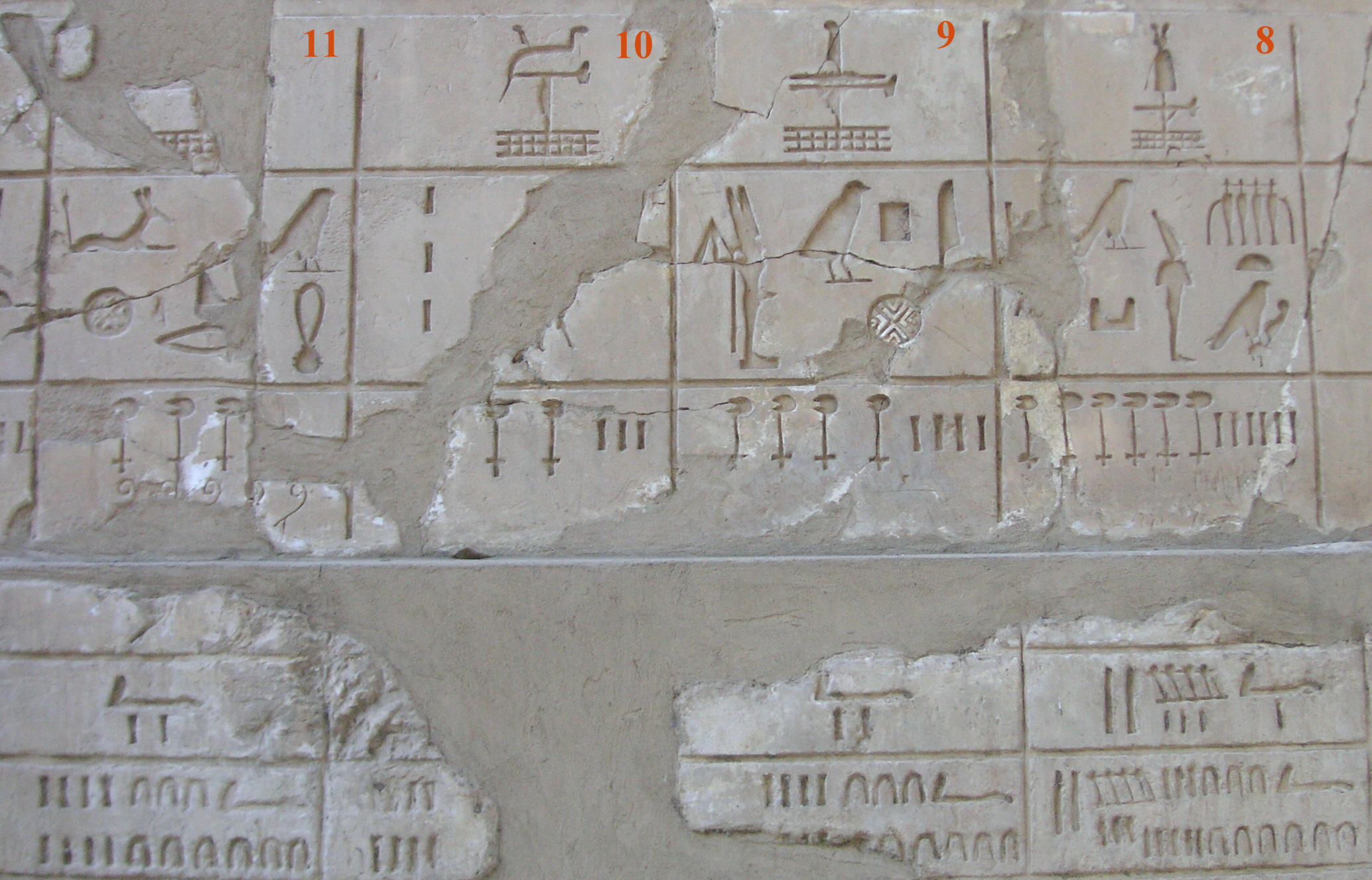
Min, län 9 på "Vita kapellets" vägg i Karnak.

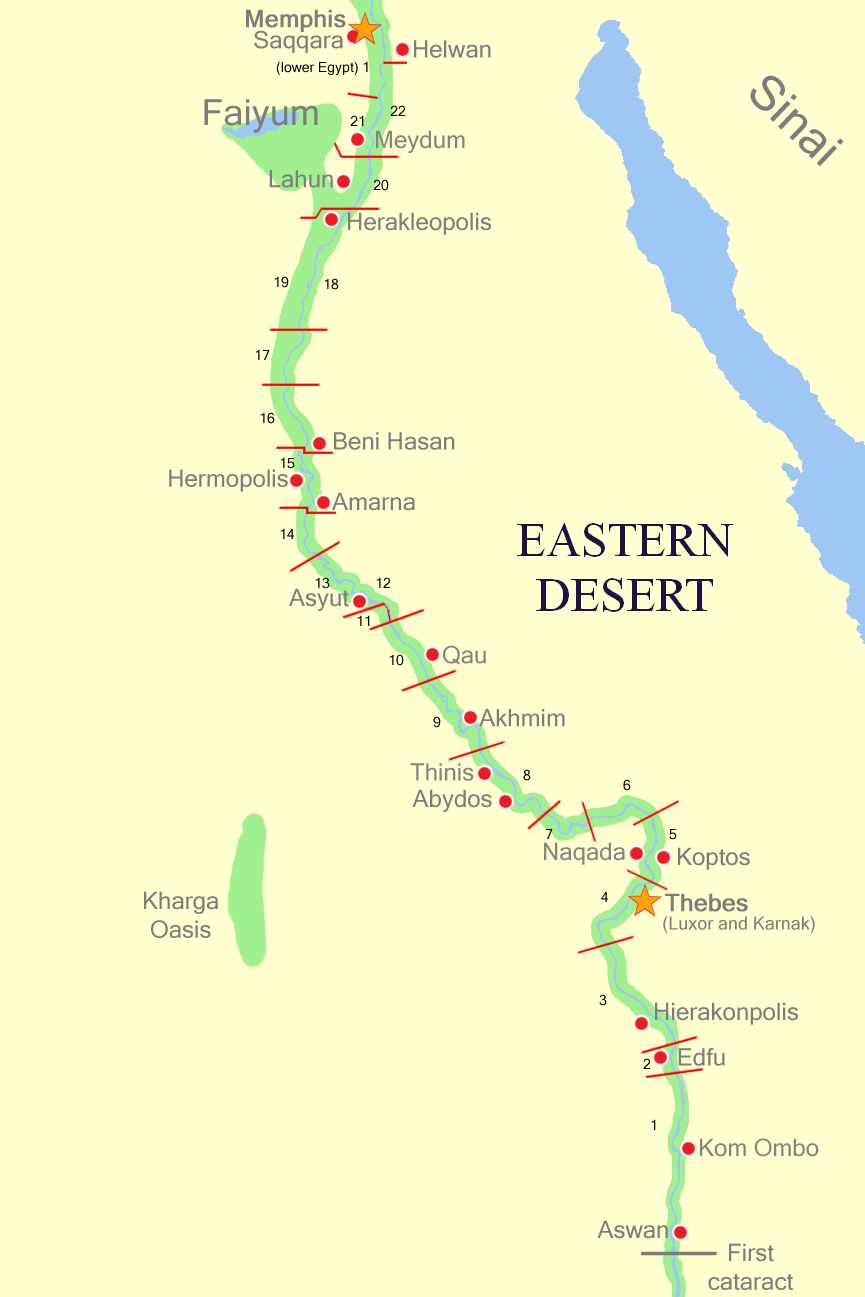
Lägeskarta över nomoi i Övre Egypten.

Min ("Min", även Minu) var ett av de 42 nomoi (länen) i Forntida Egypten.
| M17 | R23 · R12 · N24 |

Min med hieroglyfer.

## Geografi
Min var ett av de 22 nomoi i Övre Egypten och hade nummer 9.
Länets yta var cirka 4 cha-ta (cirka 12,5 hektar, 1 cha-ta motsvarar 2,75 ha) med en längd om cirka 4 iteru (cirka 42 km, 1 iteru motsvarar 10,5 km).
Niwt (huvudorten) var Khent-menu/Khemmis Panopolis (dagens Akhmim, övriga större orter var Hut-Repyt/Athribis (dagens Wannina).

## Historia
Varje län styrdes av en nomark som officiellt lydde direkt under faraon.
Varje Niwt hade ett Het net (tempel) tillägnad områdets skyddsgud och ett Heqa het (nomarkens residens).
Länets skyddsgud var Min och bland övriga gudar dyrkades Anhur, Isis och Osiris.
Idag ingår området i guvernementet Sohag.